# Touch of Joy
Touch of Joy is een Belgische muziekband bestaande uit Sandy Boets en Sergio Quisquater. Boets werd bekend door mee te doen aan de Soundmixshow in 1993, toen ze Whitney Houston imiteerde. Op haar negende leerde ze Sergio Quisquater kennen.
Eind 1994 ontstond hun groep Taste of Joy. Hun eerste single werd You're My Baby en het duo verscheen voor het eerst op tv. Met hun tweede single, You've Got To Try, verschenen ze voor het eerst in de hitlijsten. Hun eerste album, Together Forever verscheen dan op 25 september 1995. De oorspronkelijke groepsnaam werd het jaar erop veranderd tot Touch of Joy, omdat in Canada al een groep bleek te bestaan met deze naam. 
Hun eerste grote hit kwam met Don't Give it Up, dat op 6 september 1996 was verschenen. Het nummer stond 13 weken in de hitlijsten en haalde een zevende plaats in de Ultratop 50. De volgende single, Enjoy, deed het nog beter en haalde een tweede plaats. Het gelijknamige album behaalde goud. In korte tijd ontpopte het duo zich tot hitmachine met enkele singles: Please Don't Go, Come On and Get Up, Wild en Let's Go Crazy werden allen hits. Op 1 oktober 1998 werd een nieuw album, Dance to the Rhythm voorgesteld, waaruit de single Feel All Right een nieuwe hit werd.
Ondertussen was de band erg bekend geworden, en vooral Quisquater had zich tot opvallend mediafiguur ontpopt. Hij verscheen diverse malen als presentator en gastpanellid van programma's op de openbare omroep. Ook Boets zette haar eerste solostappen. In 2000 kwam de band terug met de single I Can't Let You Go (No), later kwam er een nieuw album, Don't Say It's Over.
Sergio Quisquater verscheen de volgende jaren echter meer en meer als televisiepresentator op TV1 en ook Sandy Boets bouwde verder aan haar solocarrière. Dit betekende voor Touch of Joy een rustpauze, maar in de zomer van 2003 kwamen ze weer samen met de single Be Ready, die terug te vinden was in de Ultratop 50. 
In 2002 won Sergio Quisquater solo de voorrondewedstrijden voor het Eurovisiesongfestival en mocht met Sergio & The Ladies deelnemen. Twee jaar later deed Sandy Boets hem dit na en mocht als Xandee met haar song 1 life naar het Eurovisiesongfestival. Haar eerste album werd uitgebracht, namelijk 1 life.
Nadien hield Touch of Joy op te bestaan. Sergio Quisquater en Sandy Boets hadden daarna een tijd geen contact meer. Sergio zag een comeback niet zitten. In 2025 kwam er alsnog een terugkeer op een jubileumconcert van Sergio, wat gepland stond als een eenmalige gebeurtenis. Niet veel later werd er nog een extra optreden aangekondigd op de Foute Party van Qmusic. Ze traden ook op tijdens Zomerhit 2025. Daags na de uitzending daarvan kondigde Quisquater aan dat Touch of Joy vanaf 2026 weer gaat optreden en te boeken zal zijn.